# Willa Aleksandria
Willa "Aleksandria" – willa w Skierniewicach zwana pałacykiem myśliwskim – mieści się przy ul. L. Waryńskiego.
Willa powstała w 1841 roku w stylu eklektycznym w części parku miejskiego według projektu architekta Adama Idźkowskiego.
Budynek na planie prostokąta, od północy portyk, a w elewacji wschodniej ryzalit.
Nazwa, willa "Aleksandria" pochodzi z II połowy XIX wieku, kiedy pałacyk zajmowali adiutanci cara Aleksandra II.
Willa obecnie jest siedzibą Instytutu Sadownictwa.